# 少室阙
少室阙位于河南省登封市西十里铺(邢家铺)村西的少室山麓，是汉代少室山庙的神道阙。

## 历史
少室阙上的铭文剥蚀不全，无确切纪年。但阙铭中的人名和建于太室阙与启母阙相同，且《汉书·地理志》中又同时提到太室与少室山庙，由此可知，少室阙的建造年代大致在东汉元初五年至延光二年(118年～123年)之间。
1961年被中华人民共和国国务院公布为第一批全国重点文物保护单位。1972年按原状进行了修复。

## 建造
少室阙坐东南向向西北，结构与太室阙相同。由台基、阙身、阙顶组成。阙顶损毁比较严重，东、西两阙中距7.60米，阙身高3.72米。阙身各壁面雕刻有狐逐兔、赛马、蹴鞠、兽斗、斗鸡、马戏、玄鸟生商、四灵图、羽人图、双龙穿壁图、车马出行、双兽争食、羊头、辟邪柏、铺首衔环以及山水等图案等70余幅。阙上原有铭文，大多数剥损严重，现存可辨认的仅有西阙的北面，由篆书刻文题额“少室神道之阙”6字。西阙子阙南面檐下，刻有隶书铭文，内容为官职题名及“郡阳城县，兴治神道”等字。

## 参看
- 少林寺